# Christkönig (Penzberg)

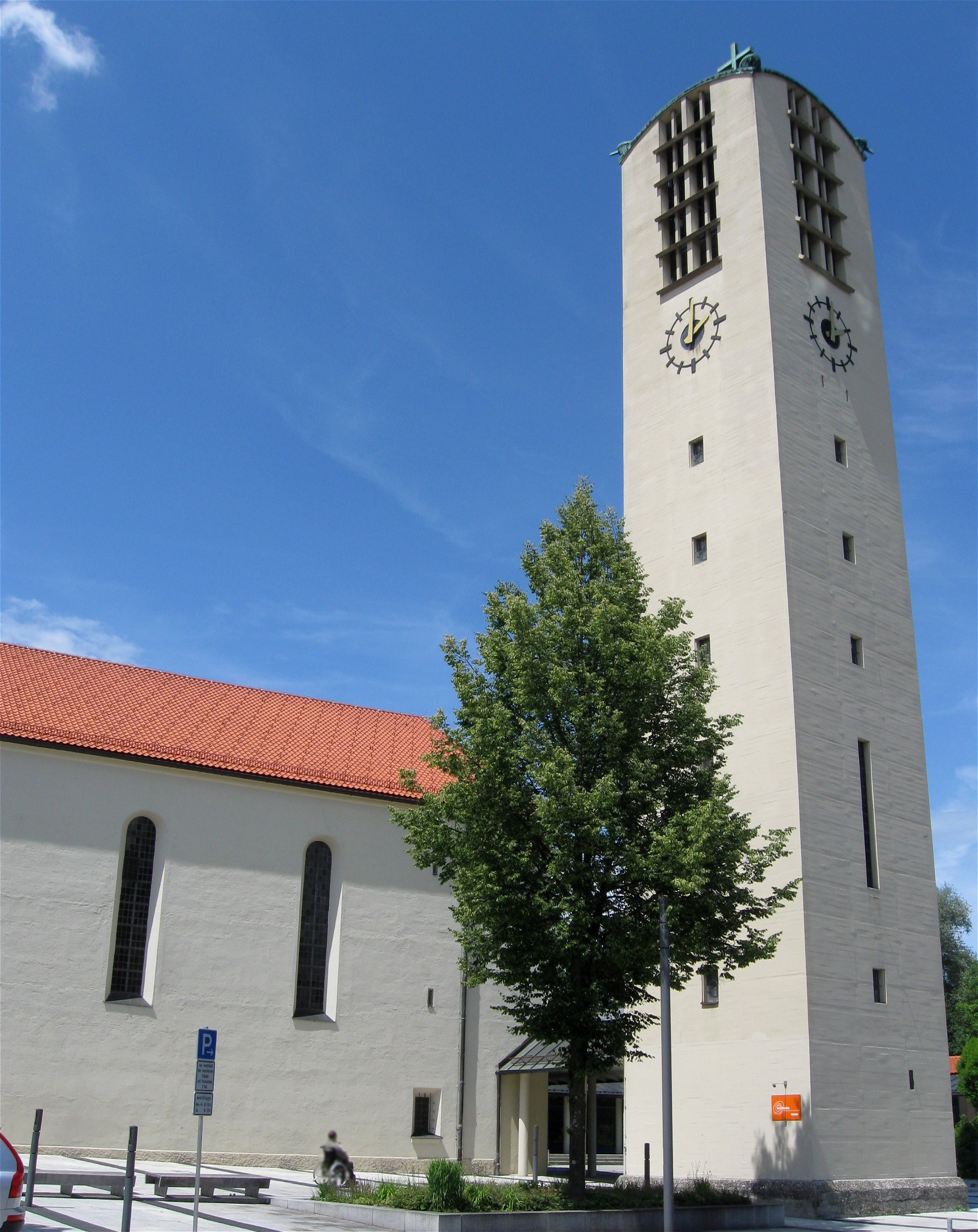
Christkönigskirche von Süden

Die Christkönigskirche in Penzberg im oberbayerischen Landkreis Weilheim-Schongau ist die katholische Pfarrkirche der Pfarrei Christkönig im Bistum Augsburg. Das Patroziniumsfest ist das katholische Hochfest Christkönig.

## Geschichte

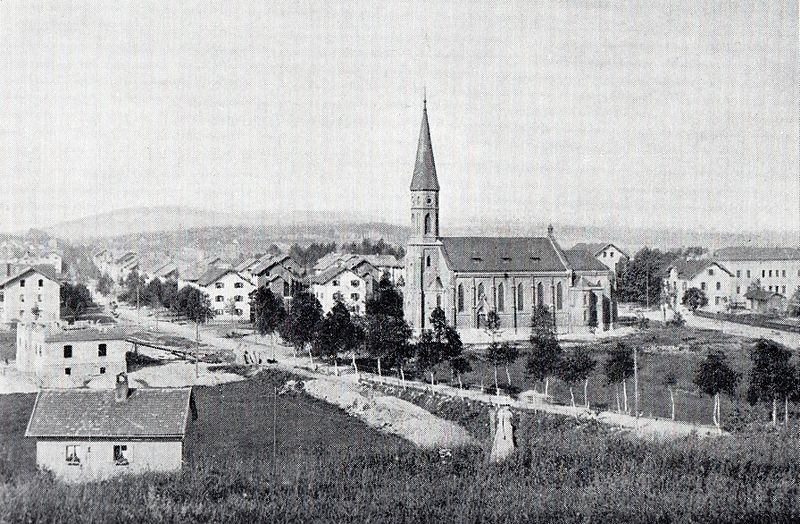
Barbarakirche, 1892

Der Vorgängerbau der Christkönigskirche, die 1890 erbaute neugotische Barbarakirche, wurde während des Zweiten Weltkriegs am 16. November 1944 bei einem Bombenangriff weitgehend zerstört. An den stehengebliebenen Chor wurde eine Notkirche angebaut. Durch Spenden und einen Kirchenbauverein vorangetrieben, wurde 1949 mit dem Bau der neuen Christkönigskirche nach Plänen von Michael Steinbrecher begonnen, die am 7. Oktober 1951 durch Bischof Joseph Freundorfer eingeweiht wurde. Sie war eine der ersten Kirchenneubauten im Bistum Augsburg nach dem Krieg. Dass die Penzberger Pfarrkirche fortan nicht mehr der Schutzpatronin der Bergleute Barbara, sondern Christus, dem König des Weltalls, geweiht war, liegt daran, dass schon in der NS-Zeit die Christkönigsverehrung als ein religiöses Gegengewicht zur Ideologie des Nationalsozialismus stark zunahm. In den Jahren nach der Einweihung wurden noch der Kirchturm, die Turmuhr, Glocken und die Orgel sowie die Inneneinrichtung der Kirche fertiggestellt. Die Orgel wurde 1958 von der Firma Zeilhuber in Altstädten errichtet; sie verfügt über 3 Manuale mit 43 Registern.

## Architektur

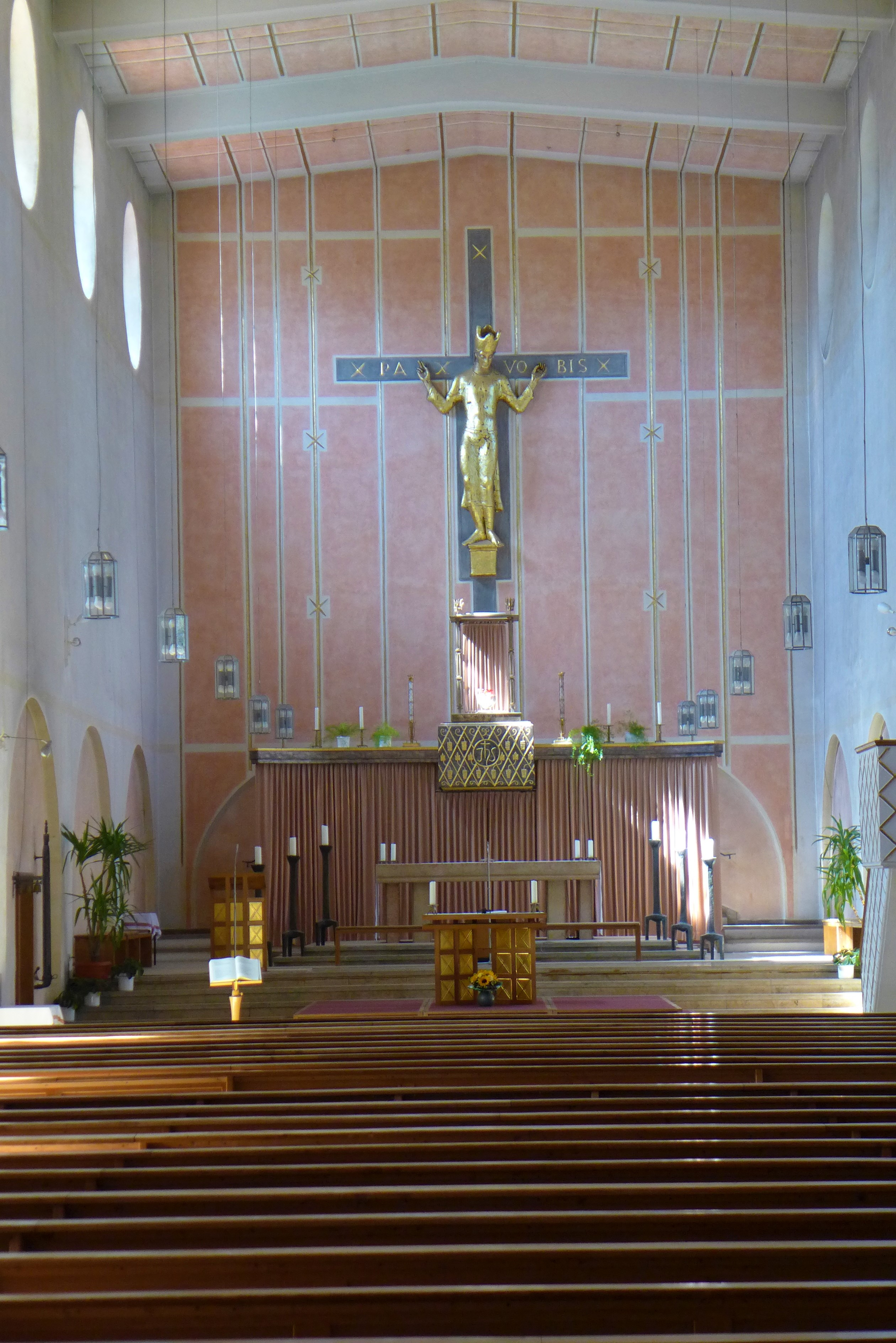
Chorbereich mit Christkönigsdarstellung
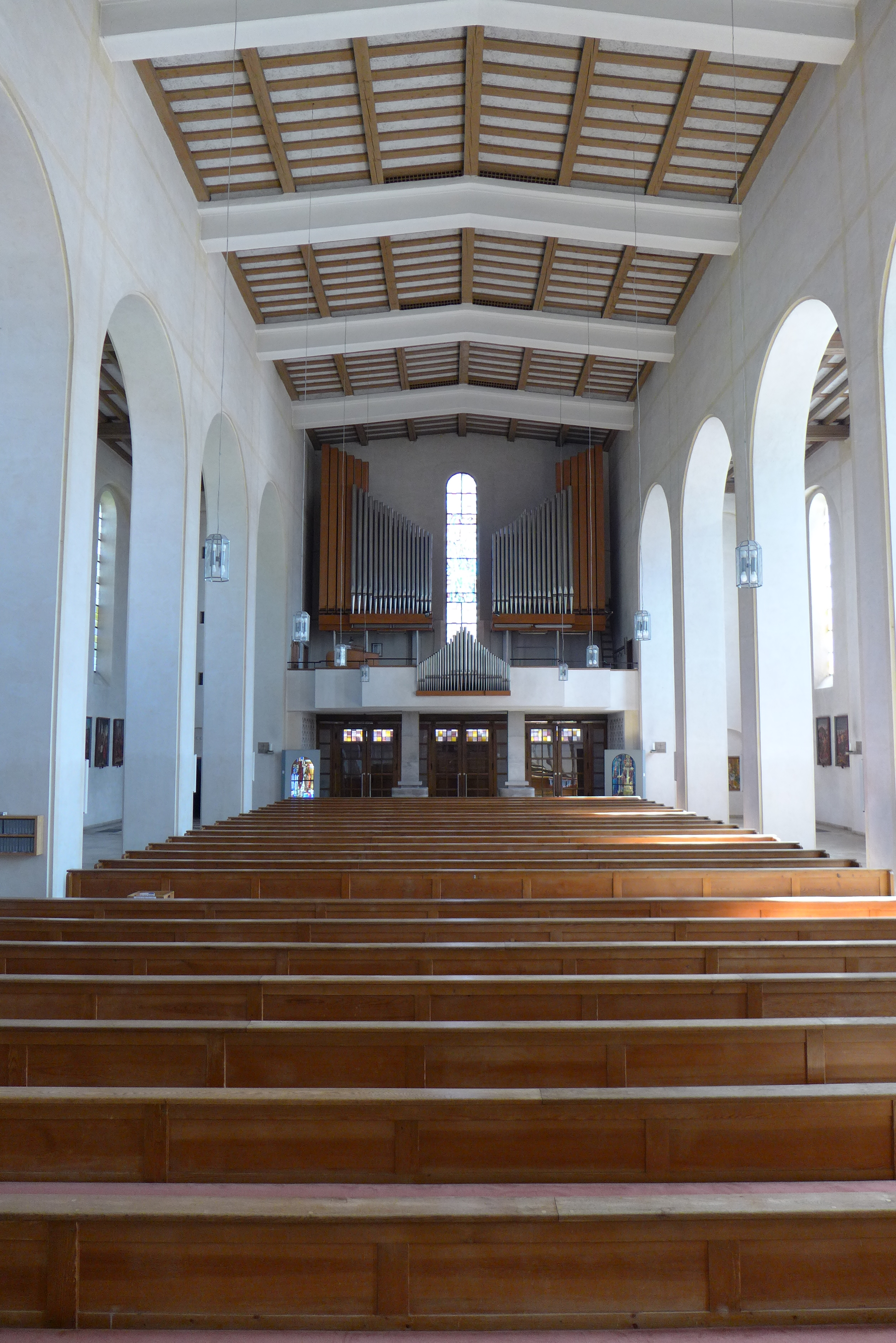
Orgel auf der Empore
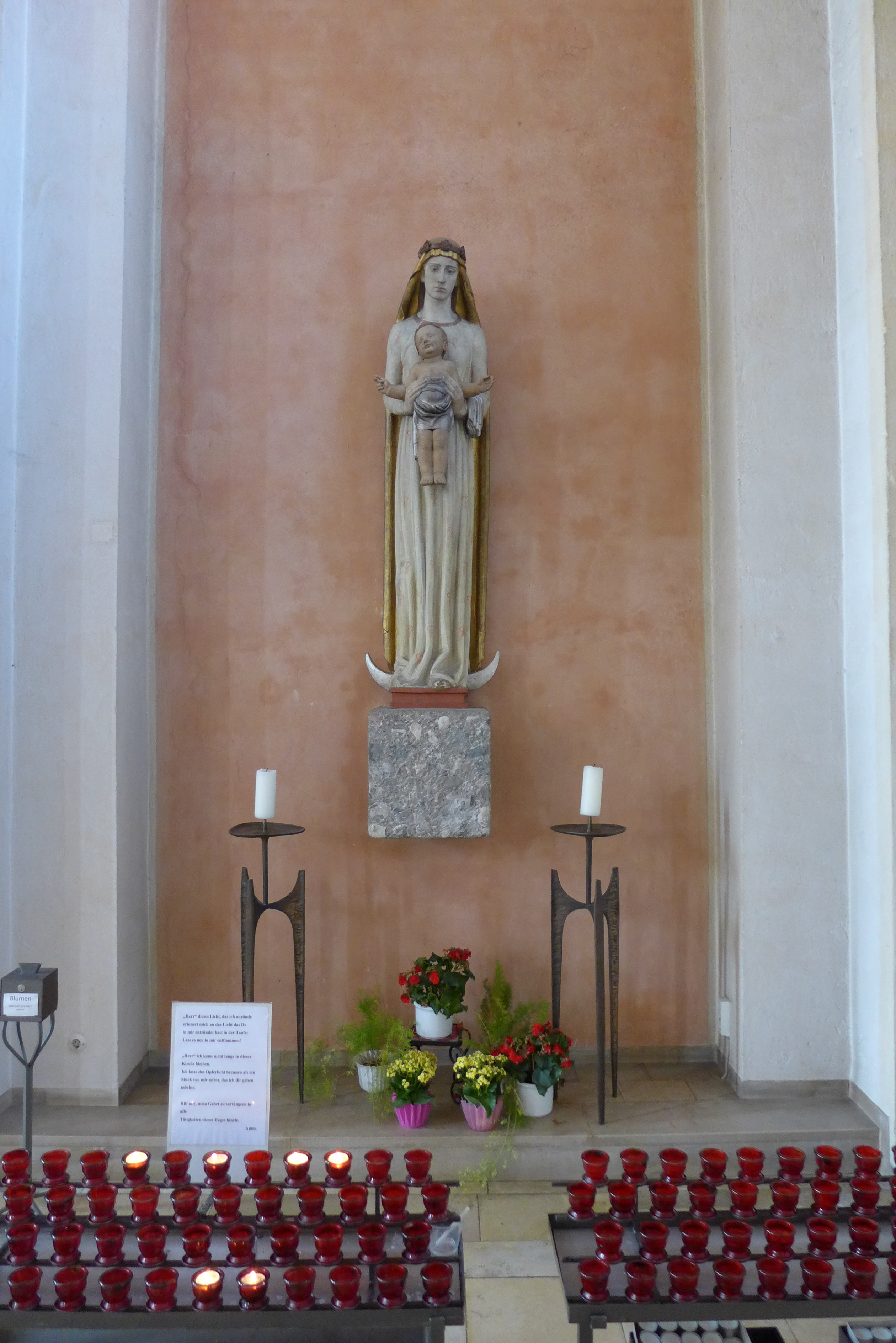
Marienaltar im rechten Seitenschiff
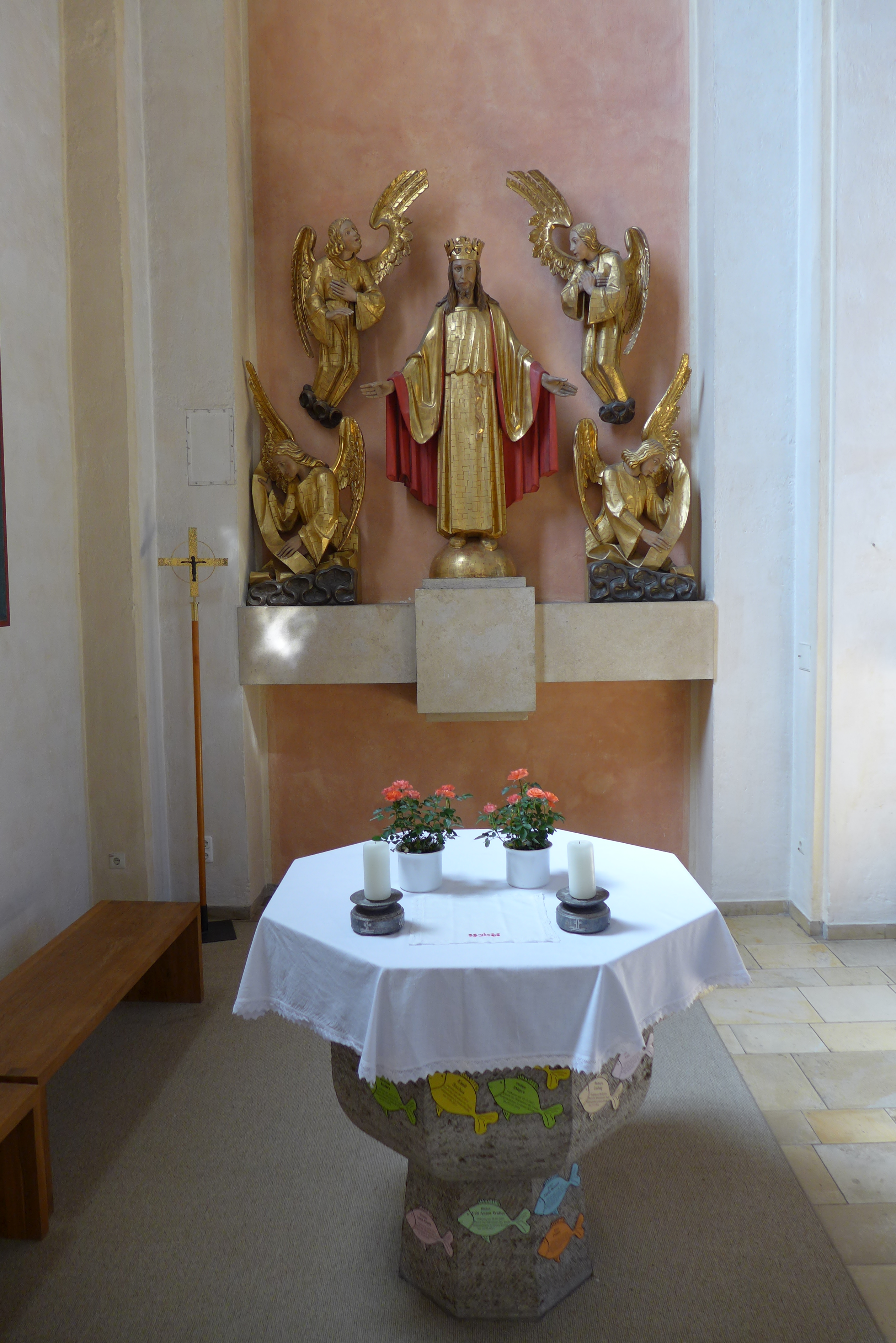
Christkönigsaltar im linken Seitenschiff

Die Architektur der Kirche erinnert an eine romanische Basilika. Der Sakralbau ist im Gegensatz zum neogotischen Vorgängerbau nach Südwesten ausgerichtet. Das weiträumige Langhaus der Hallenkirche besitzt schmale Seitenschiffe und ist mit einem gering geneigten Dach bedeckt. Der Rechteckchor in Mittelschiffbreite wird durch links und rechts je drei Rundfenster beleuchtet und ist auf die 4,5 Meter hohe vergoldete Christkönigdarstellung hinter dem Hochaltar ausgerichtet. Der campanile-artige, quadratische Turm besteht aus sechs Geschossen und steht am nordöstlichen Eck der Kirche. In ihm befindet sich das sechsstimmige Geläut. Er wird gekrönt von einem fünf Meter hohen Kreuz, das sich im Mittelpunkt einer angedeuteten Strahlenkrone erhebt.
In der Passionskapelle der Stadtpfarrkirche wurde im Jahr 1997 eine Kopie des Passionsfensters von Heinrich Campendonk eingebaut. Das Original wurde bei der Weltfachausstellung 1937 in Paris prämiert. Ein originales Fenster Campendonks wurde im Sommer 2005 eingesetzt.
Die Kirche steht unter Denkmalschutz. Nach 70 Jahren Standzeit steht ab 2023 eine gründliche Instandsetzung an. Unter anderem entspricht das Dach nicht den gesetzlichen Vorgaben über Schneelasten und die Orgel mit elektropneumatischer Traktur ist reparaturbedürftig. Die Orgelbaufirma Kaps führte im Frühjahr 2023 eine Notreparatur der elektrischen Kegelladenorgel durch, um das Instrument bis zu einer umfassenden Restaurierung spielbar zu halten.